# Zebina Šuma
Zebina Šuma je naseljeno mjesto u općini Foča-Ustikolina, Federacija BiH, BiH. Nalazi se na zapadnoj obali rijeke Drine. Nizvodno je rijeka Osanica.
Godine 1950. Zebinoj Šumi pripojeno je naselje Mrđelići (Sl.list NRBiH, br.10/50).

## Kultura
U Zebinoj Šumi postoji funkcionalni društveni dom.

## Znamenitosti
Kod Zebine Šume nalazi se nekropola stećaka koji čine povijesno područje Zebina Šuma koji su travnja 2014. proglašeni za nacionalni spomenik BiH.  Čine ga pretpovijesni tumul i nekropole sa stećcima i nišanima na lokalitetima Ledina, Perašeta i Zebinsko groblje - Zabare.

## Gospodarstvo
Turističko naselje Ada, Bavčići/Zebina Šuma.
U predjelu Zebina Šuma - Bogatac nalazi se tehnički građevinski kamen, pogodan za eksploataciju.

## Stanovništvo
| Narod     | Popis 1961. | Popis 1971. | Popis 1981. | Popis 1991. |
| --------- | ----------- | ----------- | ----------- | ----------- |
| Hrvati    | 1           |             |             |             |
| Muslimani | 338         | 583         | 477         | 414         |
| Srbi      | 29          | 15          | 21          | 15          |
| ostali    | 96          | 3           | 4           | 1           |
| Ukupno    | 464         | 601         | 502         | 430         |